# 청주흥덕경찰서
청주흥덕경찰서(淸州興德警察署, Cheongju Heungdeok Police Station)는 충청북도경찰청이 관할하는 경찰서 중 하나이다. 충청북도 청주시 흥덕구와 서원구의 일부지역을 관할한다. 충청북도 청주시 흥덕구 월명로 236번길 15(봉명동 2342)에 위치하고 있다.
서장은 경무관으로 보한다.

## 기본 정보
- 주소: 충청북도 청주시 흥덕구 월명로236번길 15 (봉명동)
- 우편번호: 28462

## 관할 파출소 및 지구대
청주흥덕경찰서는 3개 지구대와 5개 파출소를 산하에 두고 있다.
| 명칭       | 사진 | 주소                       | 관할구역                                                  | 치안센터                   |
| ---------- | ---- | -------------------------- | --------------------------------------------------------- | -------------------------- |
| 강서지구대 |      | 흥덕구 가로수로 1158       | 흥덕구 가경동, 강서1·2동 일부, 서원구 성화개신죽림동 일부 |                            |
| 복대지구대 |      | 흥덕구 진재로 16           | 흥덕구 복대1·2동, 강서2동 일부                            | 송정치안센터 복대2치안센터 |
| 봉명지구대 |      | 흥덕구 과상미로 90         | 흥덕구 봉명1동, 봉명2송정동, 운천신봉동, 강서2동 일부     |                            |
| 오송파출소 |      | 흥덕구 오송읍 가로수로 197 | 흥덕구 오송읍                                             |                            |
| 강내파출소 |      | 흥덕구 강내면 가로수로 566 | 흥덕구 강내면, 강서1동 일부                               |                            |
| 옥산파출소 |      | 흥덕구 옥산면 청주역로 662 | 흥덕구 옥산면                                             |                            |
| 남이파출소 |      | 서원구 남이면 청남로 1205  | 서원구 남이면                                             |                            |
| 현도파출소 |      | 서원구 현도면 청남로 358   | 서원구 현도면                                             | 낭성치안센터               |